# Copestylum bruneri
Copestylum bruneri är en tvåvingeart som först beskrevs av Charles Howard Curran 1939.  Copestylum bruneri ingår i släktet Copestylum och familjen blomflugor.
Artens utbredningsområde är Kuba. Inga underarter finns listade i Catalogue of Life.